# Take a Bow (singel Rihanny)
Take a Bow (pl. Ukłoń się) – piosenka wykonywana przez piosenkarkę R&B Rihannę, napisana przez Ne-Yo. Piosenka jest pierwszym singlem promującym reedycję trzeciego albumu piosenkarki Good Girl Gone Bad.

## Struktura piosenki
Tekst do piosenki napisał Ne-Yo, z którym artystka współpracowała już przy piosenkach „Unfaithful” i „Hate That I Love You”. W jej treści zawarta jest opowieść zdradzonej dziewczyny, która w sarkastyczny sposób daje do zrozumienia swemu byłemu ukochanemu, iż nie ma już dla niego miejsca w jej życiu.

## Produkcja singla
Piosenka miała premierę w radiu KIIS-FM’sOn Air With Ryan Seacrest – 14 marca 2008 roku. Utwór został udostępniony mediom tego samego dnia. Produkcją piosenki zajęli się ludzie ze Stargate, którzy współpracowali z piosenkarką przy singlach „Unfaithful”, „Don’t Stop the Music” i „Hate That I Love You”.
„Take a Bow” jest pierwszym singlem nowej wersji płyty Good Girl Gone Bad. Piosenka w ciągu pierwszych trzech dni od udostępnienia mediom zadebiutowała na 47 pozycji na liście najczęściej granych piosenek w stacjach radiowych w Ameryce.

## Recenzje
„Piąty singel z nadchodzącej specjalnej edycji albumu „Good Girl Gone Bad” może pozornie brzmieć jak słodka oda, lecz młoda piosenkarka ośmiesza w nim nieprzekonywające przeprosiny swojego chłopaka, który ją zdradził. Mówi: „Don’t tell me you’re sorry cuz you’re not/You’re only sorry you got caught/That was quite a show, very entertaining, but it’s over now/Go on and take a bow.” (Nie mów mi, że jest ci przykro, bo tak nie jest/Jest ci przykro tylko dlatego, że zostałeś złapany/To było całkiem niezłe widowisko, bardzo interesujące, ale już się skończyło/Idź i ukłoń się). Ze wsparciem ze strony supergwiazd ze Stargate i Ne-Yo u steru, spokojna ballada doskonale współgra z pianinem i skrzypcami podczas gry natychmiastowo rozpoznawana piosenkarka dostarcza przekonywający, mroczny wokal dopełniony aroganckim śmiechem. Rihanna jest nie do powstrzymania od czasu gdy dotarła na szczyt dzięki piosence „Pon De Replay” w 2005; 10 singli (i nagrodę Grammy) później, nadal nabiera prędkości i jest warta „Ukłonu”. – Chuck Taylor (Billboard)

## Teledysk
Teledysk zaczyna się sceną, w której Rihanna znajduje się w ciemnym pomieszczeniu i śpiewa, następnie jej chłopak dzwoni do drzwi, ale Rihanna nie otwiera ich. Idzie do garażu i wyjeżdża z niego srebrnym samochodem. Jej chłopak biegnie za nią. Na samym końcu Rihanna podpala jego ubrania leżące w jego domu. W teledysku Rihanna ma na sobie kurtkę z czerwonej skóry i okulary w stylu Michaela Jacksona. Teledysk miał swoją premierę na stronie Island Records 25 kwietnia 2008.

## Formaty i lista utworów singla
| Lp.                                | Tytuł                                                 | Czas |
| ---------------------------------- | ----------------------------------------------------- | ---- |
| Międzynarodowy CD Maxi-Singel      |                                                       |      |
| 1.                                 | "Take A Bow" (Album Version)                          | 3:46 |
| 2.                                 | "Don’t Stop the Music" (Solitaire’s More Drama Remix) | 8:08 |
| 3.                                 | "Take A Bow" (Instrumental)                           | 3:45 |
| X.                                 | "Take A Bow" (Video)                                  |      |
| Międzynarodowy 2-Nagraniowy Singel |                                                       |      |
| 1.                                 | "Take A Bow" (Album Version)                          | 3:46 |
| 2.                                 | "Don’t Stop the Music" (Solitaire’s More Drama Remix) | 8:08 |
| Promo CD Single                    |                                                       |      |
| 1.                                 | "Take A Bow" (Album Version)                          | 3:46 |
| 2.                                 | "Take A Bow" (Instrumental)                           | 3:45 |

## Pozycje na listach
| Lista przebojów (2008)                    | Najwyższa pozycja |
| ----------------------------------------- | ----------------- |
| Australia (ARIA Charts)                   | 3                 |
| Austria (Ö3 Austria Top 40)               | 6                 |
| Belgia (Ultratop Flandria)                | 13                |
| Belgia (Ultratop Walonia)                 | 15                |
| Bułgaria (Singles Top 40)                 | 6                 |
| Czechy (IFPI)                             | 15                |
| Dania (IFPI)                              | 1                 |
| Europa (European Hot 100 Singles)         | 3                 |
| Finlandia (Mitä hittiä)                   | 17                |
| Francja (SNEP)                            | 12                |
| Holandia (Dutch Top 40)                   | 10                |
| Irlandia (IRMA)                           | 1                 |
| Kanada (Canadian Hot 100)                 | 1                 |
| Niemcy (Media Control Charts)             | 6                 |
| Norwegia (VG-lista)                       | 5                 |
| Nowa Zelandia (RIANZ)                     | 2                 |
| Portugalia (Singles Top 50)               | 6                 |
| Słowacja (IFPI)                           | 1                 |
| Stany Zjednoczone (Billboard Hot 100)     | 1                 |
| Stany Zjednoczone (Pop 100)               | 1                 |
| Stany Zjednoczone (Hot R&B/Hip-Hop Songs) | 1                 |
| Stany Zjednoczone (Hot Dance Club Play)   | 14                |
| Stany Zjednoczone (Hot Digital Songs)     | 1                 |
| Świat (World Singles Top 40)              | 1                 |
| Szwajcaria (Media Control AG)             | 7                 |
| Szwecja (Sverigetopplistan)               | 12                |
| Węgry (Radios Top 40)                     | 35                |
| Wielka Brytania (UK Singles Chart)        | 1                 |
| Wielka Brytania (UK R&B Charts)           | 1                 |
| Włochy (FIMI)                             | 45                |

| Notowania (2008)                      | Pozycja |
| ------------------------------------- | ------- |
| Australia (ARIA Charts)               | 25      |
| Austria (Ö3 Austria Top 40)           | 21      |
| Belgia (Ultratop Flandria)            | 61      |
| Francja (SNEP)                        | 62      |
| Irlandia (IRMA)                       | 8       |
| Nowa Zelandia (RIANZ)                 | 16      |
| Stany Zjednoczone (Billboard Hot 100) | 12      |
| Szwajcaria (Media Control AG)         | 36      |
| Wielka Brytania (UK Singles Chart)    | 20      |

| Państwo           | Status     |
| ----------------- | ---------- |
| Australia         | Platyna    |
| Dania             | Platyna    |
| Nowa Zelandia     | Platyna    |
| Stany Zjednoczone | 2× Platyna |
| Wielka Brytania   | Złoto      |

## Sprzedaż singla – ŚWIAT
| Tydzień # | Pozycja | Sprzedaż tygodniowa | Całkowita sprzedaż |
| --------- | ------- | ------------------- | ------------------ |
| 1         | 6       | 215,000             | 215,000            |
| 2         | 5       | 248,000             | 463,000            |
| 3         | 5       | 245,000             | 708,000            |
| 4         | 3       | 262,000             | 970,000            |
| 5         | 3       | 269,000             | 1,239,000          |
| 6         | 2       | 276,000             | 1,515,000          |
| 7         | 2       | 300,000             | 1,815,000          |
| 8         | 1       | 290,000             | 2,105,000          |
| 9         | 1       | 303,000             | 2,408,000          |
| 10        | 1       | 292,000             | 2,700,000          |
| 11        | 2       | 274,000             | 2,974,000          |
| 12        | 3       | 264,000             | 3,238,000          |
| 13        | 3       | 252,000             | 3,490,000          |
| 14        | 3       | 233,000             | 3,723,000          |
| 15        | 5       | 205,000             | 3,928,000          |
| 16        | 9       | 185,000             | 4,113,000          |
| 17        | 10      | 168,000             | 4,281,000          |
| 18        | 14      | 150,000             | 4,431,000          |
| 19        | 14      | 134,000             | 4,565,000          |
| 20        | 22      | 116,000             | 4,681,000          |
| 21        | 24      | 109,000             | 4,790,000          |
| 22        | 31      | 93,000              | 4,883,000          |
| 23        | 38      | 82,000              | 4,965,000          |

## Oficjalne wersje piosenki

### Podstawowe
- Album Version – 3:46
- Instrumental – 3:45

### Remixy
- Groove Junkies MoHo Club Mix
- Groove Junkies MoHo Radio Edit
- Groove Junkies MoHo Dub
- Groove Junkies MoHo Dub Istrumental
- Seamus Haji & Paul Emanuel Club Mix
- Seamus Haji & Paul Emanuel Radio Edit
- Subkulcha Club Mix
- Subkulcha Radio Edit
- Tony Moran & Warren Rigg’s Encore Club Mix
- Tony Moran & Warren Rigg’s Encore Radio Edit